# 白圩乡
白圩乡，是中华人民共和国江西省南昌市进贤县下辖的一个乡镇级行政单位。

## 行政区划
白圩乡下辖以下地区：
上街社区、白圩村、连桥村、桥溪村、石巷村、剑溪村、葫芦塘村、流岭村、致岭村、金山村、前罗村、麻山村、陈罗村、园艺村、麻山林场生活区和蚕桑场生活区。